# Jaroslav Pokorný (lední hokejista)
Jaroslav Pokorný (* 15. září 1944) je bývalý český hokejový útočník.

## Hokejová kariéra
V československé lize hrál za TJ CHZ Litvínov. Nastoupil v 63 ligových utkáních a dal 8 gólů.

## Klubové statistiky
| Sezona    | Klub         | Soutěž  | Základní část | Základní část | Základní část | Základní část | Základní část |
| Sezona    | Klub         | Soutěž  | Z             | G             | A             | B             | TM            |
| --------- | ------------ | ------- | ------------- | ------------- | ------------- | ------------- | ------------- |
| 1965/1966 | CHZ Litvínov | 1. liga | 30            | 7             | -             | -             | -             |
| 1966/1967 | CHZ Litvínov | 1. liga | 27            | 1             | -             | -             | -             |
| 1967/1968 | CHZ Litvínov | 1. liga | 6             | 0             | -             | -             | -             |